# Ace to 5 Triple Draw
L'Ace to Five Triple Draw è una specialità del poker appartenente alla categoria dei draw poker. Le regole sono simili a quelle del Deuce to 7 triple draw. 
Alle WSOP si gioca al California lowball, che, uguale a questo, prevede però un solo turno di cambio carte.

## Regole e meccanica del gioco
Vince la mano il punto più basso. I punti sono quelli classici, vedi punti del poker ma:
- non esistono alcuni punti:

- la scala reale (royal flush);
- la scala di colore (straight flush);
- il colore (flush);
- la scala (straight);

- l'asso è la carta col valore più basso e quindi la coppia di assi è la coppia minima (e non la massima come nel poker normale).

Ne consegue, e da qui il nome del gioco, che il punto più basso, cioè la combinazione di carte più forte del gioco, è composta da 5-4-3-2-A (è indifferente che siano o meno dello stesso seme). 
Ogni giocatore riceve 5 carte e il gioco prevede tre giri di scommesse, dopo ognuna delle quali il giocatore ha facoltà di cambiare, in parte o tutte, le proprie carte. Per maggiori dettagli vedere Deuce to 7 Triple Draw.